# Dipole odbijające

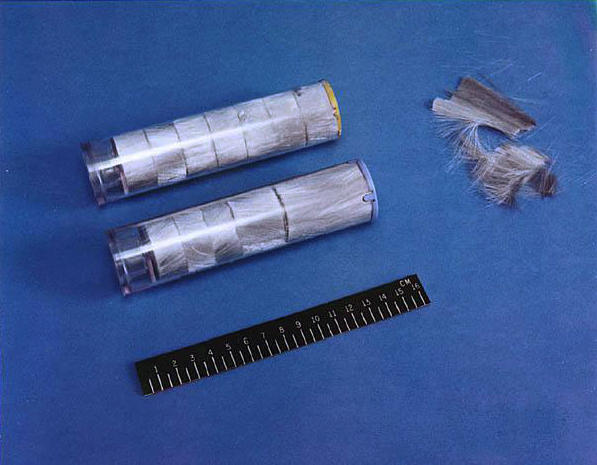
Współczesna chaff zapobiegająca US Navy (modele RR-129 i RR-124) z pojemnikami

Dipole odbijające (ang. chaff) – system przeciwdziałania namiarom radarowym, polegający na tym, że samolot lub inny obiekt o znaczeniu militarnym wyrzuca w powietrze chmurę celów pozornych w postaci niewielkich pasków aluminium, powlekanego metalem włókna szklanego lub plastiku, co na ekranie radaru wygląda jak grupa kolejnych celów, bądź też zakłóca obraz ekranów wielokrotnymi odbiciami.
Pierwszy system tego typu powstały w okresie II wojny światowej nosił angielską nazwę kodową Window („Okno”) i niemiecką Düppel (od nazwy berlińskiego przedmieścia).
Współczesne siły zbrojne również stosują chaff, by odciągnąć naprowadzane radarem pociski rakietowe od ich celów. Większość samolotów bojowych i okrętów wojennych posiada wyrzutnie chaff. Międzykontynentalne pociski balistyczne mogą – w czasie lotu – zwalniać kilka niezależnych głowic bojowych, znaczną liczbę flar i posiekanych metalizowanych drobin różnych tworzyw, czyli chaff.
W marynarkach wojennych wielu krajów do jej wyrzucania używa się rakiet krótkiego zasięgu Mark 36 SRBOC – Super Rapid Blooming Off-board Chaff. Są to wyrzutnie różnorakich celów pozornych, stanowiące integralny element systemu obronnego okrętu. Służą do obrony okrętu przeciwko rakietowym pociskom przeciwokrętowym, które uniknęły wykrycia i zdołały przedostać się do strefy bezpośredniej obrony okrętu. Systemy te instalowane są łącznie z elektronicznymi systemami bojowymi i pasywnymi środkami przeciwdziałania. Wyrzucane przez system flary lub chaff, poprzez zakłócające działanie wrogiego radarowego, bądź działającego na podczerwień systemu naprowadzającego, stanowią ostatnią linię obrony okrętu.
Chaff może być również użyta jako sygnał alarmowy przez samolot, na pokładzie którego zawiodły systemy łączności. Odgrywa ona wówczas rolę sygnału SOS i może zostać dostrzeżona przez radar. W takich wypadkach zaleca się pilotom zrzucać ją regularnie co dwie minuty.

## II wojna światowa
Na pomysł użycia folii aluminiowej wpadli niezależnie naukowcy w Wielkiej Brytanii i w Niemczech. Już w 1937 roku zorientowano się, że kawałki folii metalowej w powietrzu mogą tworzyć echo radarowe. Na początku roku 1942 brytyjscy naukowcy doszli do wniosku, że zrzucanie z samolotów znacznych ilości pasków aluminium doprowadzi do tworzenia się wielokrotnych fałszywych odbić na ekranie radaru przeciwnika. Wkrótce obliczono, że najbardziej efektywne będą paski czarnego papieru z doklejoną folią aluminiową o wymiarach 27 × 2 centymetry i wyrzucane w wiązkach półkilogramowej wagi. Nazwano ten wstępny projekt „Window”.
Jednocześnie w Niemczech opracowano system „Düppel”, którego nazwa wzięła się od berlińskiego przedmieścia, gdzie w początkach roku 1942 po raz pierwszy został przetestowany. Gdy pomysł dotarł do Stanów Zjednoczonych, Fred Whipple opracował system (według „Harvard Gazette”) użycia pasków folii przez samoloty USAAF, ale nie wiadomo, czy kiedykolwiek zostało to wykorzystane (Amerykanie bombardowali i Niemcy i Japonię za dnia).

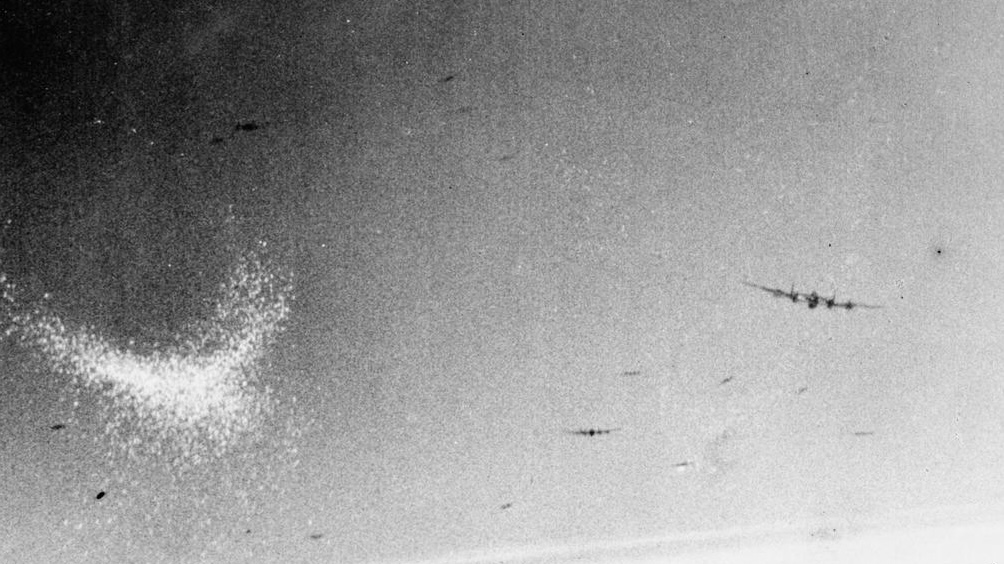
Lancaster zrzuca chaff (biała chmura o kształcie półksiężyca po lewej)

Systemy brytyjski i niemiecki były w zasadzie identyczne: paski aluminium, przycięte na długość równą połowie długości fal emitowanych przez nieprzyjacielski radar. Wyłapane przez tenże radar, paski tej długości odpowiadały echem na sygnał tak, jak rzeczywiste cele. Dla obrony przeciwlotniczej było niemal niemożliwym wyłapać rzeczywisty samolot spośród wielokrotnych odbić chaff. Innymi technikami stosowanymi do wprowadzania w błąd radarów były Mandrel, Piperack i Jostle.
Istniały jednak uzasadnione obawy, że użycie chaff może być bardziej niebezpieczne, niż odstąpienie od tego zamiaru. Obie strony uznały, że pomysł zostanie natychmiast skopiowany przez nieprzyjaciela, który z powodzeniem wykorzysta Window/Düppel do własnych ataków bombowych. Czołowy doradca naukowy brytyjskiego rządu, profesor Lindemann, wskazywał na możliwość użycia jej przez Luftwaffe do przeprowadzenia nowego Blitzu. Z tego też powodu lotnictwo myśliwskie RAF i artyleria przeciwlotnicza, sprzeciwiało się użyciu Window aż do lipca 1943 roku. Dopiero wówczas, gdy samoloty myśliwskie sprzymierzonych wyposażono w nowe, centymetrowe radary, lotnictwo mogło nie obawiać się odpowiedzi Luftwaffe na wykorzystanie chaff przez RAF Bomber Command.
Badania komponentów radaru würzburskiego sprowadzonych do Wielkiej Brytanii w wyniku Operacji Biting oraz loty zwiadowcze wykazały, że wszystkie radary niemieckie pracują na nie więcej niż trzech zakresach fal, mogą więc być zagłuszane. „Bomber” Harris, dowódca RAF Bomber Command, otrzymał zgodę na użycie Window w czasie planowanej operacji Gomora, czyli serii nalotów ogniowych na Hamburg.

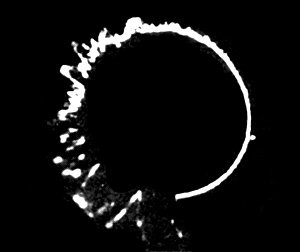
Efekt Window na ekranie radaru würzburskiego

Pierwsi lotnicy, jacy zostali zaznajomieni z Window, należeli do 76 Dywizjonu RAF. Dwadzieścia cztery załogi zostały poinstruowane, jak wyrzucać w 1-minutowych odstępach pęki pasków metalizowanego papieru (chodziło o to, że papier, jako lżejszy, dłużej będzie utrzymywał się w powietrzu, przedłużając efekt) przez otwory do strzelania flar. Rezultaty okazały się nadzwyczajne. Naprowadzane radarem reflektory niemieckie bezradnie omiatały niebo, działa artylerii przeciwlotniczej strzelały rzadko lub wcale, a nocni myśliwcy, którzy na swych ekranach widzieli tylko zalew fałszywych odbić, nie potrafili odnaleźć brytyjskich samolotów. Znaczna część Hamburga uległa zniszczeniu przy stracie zaledwie 12 bombowców. Sukces spowodował, że samoloty zostały rychło wyposażone w specjalne wyrzutnie chaff, a wiele załóg zabierało do samolotów tyle tej sieczki, ile tylko mogły zmieścić. Trwało to wszystko do czasu, kiedy Niemcy znaleźli na to rozwiązanie.
Użycie Window zdezorganizowało działania naprowadzanych z ziemi nocnych myśliwców z tzw. „Kammhuber Line” (podzielona na sektory 32×20 km linia biegnąca od Danii do zachodniej Francji, gdzie przechwytywano alianckie wyprawy bombowe), które straciły zdolność wykrywania celów, działa artylerii przeciwlotniczej i reflektory uczyniło bezużytecznymi. W końcu zaczęto stosować taktykę o nazwie kodowej Wilde Sau (Dzika Świnia), pomysł pułkownika Hajo Herrmanna, w myśl którego powołano do życia trzy nowe skrzydła myśliwskie: JG 300, JG 301 i JG 302. Operatorzy naziemni mieli kierować pilotów tych związków w miejsca największej koncentracji chaff (gdzie musiały znajdować się jej źródła), pozwalając im wyszukiwać nieprzyjacielskie bombowce gołym okiem, często w ogniu własnej artylerii przeciwlotniczej. Kilku pilotów tych formacji otrzymało nowe radary typu FuG 350 Naxos.
Luftwaffe użyło technologii Düppel w zaledwie sześć tygodni po brytyjskim rajdzie na Hamburg. Niemcy pocięli folię na paski 80 × 1,9 cm i po raz pierwszy zrzucili ją podczas nalotu w nocy z 7 na 8 października 1943 roku. Podczas kolejnych nalotów w roku 1943 i podczas tzw. 'mini-blitzu', który miał miejsce w okresie od lutego do maja 1944 (otrzymał nawet nazwę kodową „Operacja Steinbock”), Düppel dał Niemcom możność ponownie pojawić się nad Londynem. Teoretycznie efekt został osiągnięty, ale wobec małej liczby bombowców biorących udział w nalotach i ogromnej przewagi nocnych myśliwców RAF, był daleki od oczekiwań. Brytyjskie myśliwce bez większych przeszkód odnajdywały niemieckie bombowce i Düppel nie mógł im w tym przeszkodzić.

## Wojna Falklandzka
Chaff była używana w znacznych ilościach podczas wojny o Falklandy. Brak jej wyrzutnika na pokładzie Atlantic Conveyor, podczas kiedy miały je na wyposażeniu i używały wszystkie okręty konwoju Royal Navy, był najprawdopodobniej przyczyną zatopienia statku przez dwa pociski rakietowe Exocet.
W czasie wojny brytyjskie samoloty Sea Harrier również nie posiadały mechanizmów do uwalniania chmur chaff, w związku z czym technicy z Royal Navy opracowali dla pilotów sieczkę zastępczą, na którą składały się cyna do lutowania, metalowe zawleczki i wstążki, wyrzucane przy pomocy hamulców aerodynamicznych.